# Ершовая Речка (приток Колекъёгана)
Ершовая Речка — река в России, протекает по территории Нижневартовского района Ханты-Мансийского автономного округа. Устье реки находится в 77 км по правому берегу реки Колекъёган. Длина реки — 19 км.

## Данные водного реестра
По данным государственного водного реестра России относится к Верхнеобскому бассейновому округу, водохозяйственный участок реки — Вах, речной подбассейн реки — бассейн притоков (Верхней) Оби от Васюгана до Ваха. Речной бассейн реки — (Верхняя) Обь до впадения Иртыша.